# Leila K
Leila K, artiestennaam van Laila El Khalifi (Bergsjön, Göteborg, 6 september 1971), is een Zweedse hiphouse- en eurodancezangeres.

## Biografie
Ze werd ontdekt door het muziekduo Rob 'n' Raz toen ze meedeed aan een zangwedstrijd. Ze vonden haar muziek goed en boden haar een contract aan in 1988. Samen met Rob 'n' Raz had ze haar eerste hit in 1989 met Got to get.
In de eerste jaren van haar carrière scoorde ze grote hits en werd haar muziek veel in Europa gedraaid. Ze verbrak de samenwerking met Rob 'n' Raz en ging alleen naar Ibiza, waar ze als een superster onthaald werd en enkele concerten gaf. Haar solocarrière begon in 1991 met de single Time, gevolgd door veel andere populaire singles, zoals haar grootste hit Open sesame, die werd geproduceerd door Denniz PoP. In 1993 was ze de best verkopende zangeres van Europa.
Leila K's wilde levensstijl bracht haar in financiële problemen. In 1994 verdiende ze niet veel geld en aan het eind van het jaar had de Zweedse belasting nog zo'n 14.000 euro van haar tegoed.
In 1995 was Leila K terug met de single Electric.
In 1996 was Leila K de best verkopende vrouwelijke artieste van Europa.
Toch ging de Zweedse award voor beste vrouwelijke artieste aan haar neus voorbij.
Deze viel ten deel aan de Zweeds/Koerdische artieste Dilba.
Haar frustraties zijn af te lezen in de documentaire 'Fuck you, fuck you very much'.
Ze bracht muziek uit tot 1997. Haar laatste single was Burning up, een cover van Madonna.
Behalve een 'Best Tracks'-cd - welke werd uitgebracht om Leila K financieel te ondersteunen wegens haar zwervende bestaan op straat - is er sindsdien niets nieuws meer van haar uitgebracht.
In 1998 maakte de staatszender SVT een documentaire over het verloop van Leila K's carrière, genaamd Fuck you, fuck you very much. De naam verwijst naar een uitspraak van haar tijdens de Zweedse Grammis awards.
Naar aanleiding van deze documentaire werd er in de Zweedse pers gezegd dat Leila K geürineerd zou hebben in de hal van deze Zweedse Grammy's.
Daartegen heeft ze een rechtszaak aangespannen en gewonnen.
Op 15 juni 2007 heeft Leila K in een homo-bar een optreden gegeven ter promotie van het boek ”Bögjävlar". Hier heeft ze 2 nummers gezongen, Ça plane pour moi en Electric.
In mei 2011 verscheen er weer een nieuwe single van Leila K. In samenwerking met artiest Wallenberg bracht ze het nummer Legendary uit.
Ze werd in 2016 opgenomen in de Swedish Music Hall of Fame.

## Discografie

### Albums
| Album met eventuele hitnotering(en) in de Nederlandse Album Top 100 | Datum van verschijnen | Datum van binnenkomst | Hoogste positie | Aantal weken | Opmerkingen |
| ------------------------------------------------------------------- | --------------------- | --------------------- | --------------- | ------------ | ----------- |
| Rob 'N' Raz feat. Leila K.                                          | 1990                  | 26-05-1990            | 81              | 4            |             |
| Carousel                                                            | 1993                  | 24-07-1993            | 89              | 3            |             |

### Overige albums
- Manic Panic (1996) (nr. 17 SWE)
- Leila K's Greatest Tracks (2003) (nr. 40 SWE)

### Singles
| Single met eventuele hitnotering(en) in de Nederlandse Top 40 | Datum van verschijnen | Datum van binnenkomst | Hoogste positie | Aantal weken | Opmerkingen                                        |
| ------------------------------------------------------------- | --------------------- | --------------------- | --------------- | ------------ | -------------------------------------------------- |
| Got to Get                                                    | 1989                  | 23-12-1989            | 2               | 11           | feat. Rob 'n' Raz / nr. 2 in de Nationale Top 100  |
| Rok The Nation                                                | 1990                  | 31-03-1990            | 16              | 4            | feat. Rob 'n' Raz / nr. 23 in de Nationale Top 100 |
| Hello Afrika                                                  | 1991                  | 11-05-1991            | 24              | 5            | feat. Dr. Alban / nr. 25 in de Nationale Top 100   |
| Open Sesame                                                   | 1993                  | 13-02-1993            | 2               | 15           | Alarmschijf / nr. 2 in de Mega Top 50              |
| Ça plane pour moi                                             | 1993                  | 15-05-1993            | 24              | 4            | nr. 31 in de Mega Top 50                           |
| Electric                                                      | 1995                  | -                     | Tip19           |              | nr. Tip 14 in de Mega Top 50                       |

| Single met hitnotering(en) in de Vlaamse Ultratop 50 | Datum van verschijnen | Datum van binnenkomst | Hoogste positie | Aantal weken | Opmerkingen       |
| ---------------------------------------------------- | --------------------- | --------------------- | --------------- | ------------ | ----------------- |
| Got to Get                                           | 1989                  | 13-01-1990            | 5               | 12           | feat. Rob 'n' Raz |
| Rok The Nation                                       | 1990                  | 07-04-1990            | 31              | 7            | feat. Rob 'n' Raz |
| Open Sesame                                          | 1992                  | 27-02-1993            | 1 (1wk)         | 16           |                   |
| Ça plane pour moi                                    | 1993                  | 15-05-1993            | 16              | 11           |                   |

### Overige singles
- "Just Tell Me" (1990)
- "It Feels So Right" (1990)
- "Time" (1991)
- "Magic Ball" (1991) (nr. 30 SWE)
- "Open Sesame Remixes" (1992)
- "Slow Motion" (1993) (nr. 27 SWE)
- "Close Your Eyes" (1993)
- "Electric Remixes" (1995)
- "C'Mon Now" (1996) (nr. 21 SWE)
- "Rude Boy" (1996) (nr. 29 SWE)
- "Blacklisted" (1996)
- "Party Police (12" Promo) (1997)
- "Open Sesame '99" (1999)
- "Burning Up" (1999)
- "I Love To Roll" (With Backyard Babies) (2000)
- "Legendary" (With Wallenberg) (2011)